# Christa T.
Christa T. (Nachdenken über Christa T.) est un roman de Christa Wolf (1929-2011) paru en 1969, antidaté à 1968 pour la première réédition en 1972 en RDA. La première traduction française date de 1972. La traduction de référence a été révisée à partir de la réédition allemande de 2007, marquant le cinquantenaire.

## Résumé
Le roman raconte une partie de l'histoire de Christa T., jeune femme, étudiante, puis institutrice, puis mère de famille, de la République démocratique allemande, qui, souffrant d'une leucémie, va en mourir.
À deux heures de voiture de Berlin, en campagne, deux villages voisins : Beyerdorf et Altensorge. La narratrice et Christa T. (fille d'un professeur des écoles d'Eichholz, près de Friedeberg, à 50 km de là) se rencontrent à l'école, en 1943. Membres comme les autres du Bund Deutscher Mädel ou du Jungmädelbund, elles font confiance au régime en place, malgré tout. Elles se perdent de vue en 1945, mais se retrouvent en 1952 à l'Université de Leipzig en faculté de pédagogie. Les références et les utopies changent : Gorki, Makarenko, mais aussi Dostoïevski, Thomas Mann... Le 22 mai 1954, Christa T., Krischan, termine ses études. Elle rencontre, fréquente, puis épouse Justus, un vétérinaire. Ils vivent une vie de citoyens sans beaucoup de relations, autres que paysans, éleveurs, chasseurs. Ils ont trois enfants, voyagent parfois à l'ouest en famille, quittent un appartement, pour construire, à la campagne, une maison individuelle, isolée, sur une petite colline, près d'un lac.
Elle y vit peu de temps. Atteinte de leucémie (anémie aplasique), dans un état alors incurable, on la traite au prednisone, sans doute trop. Après la naissance de son troisième enfant, en 1962, Christa T. meurt en février 1963.
À partir de ses souvenirs, de ceux de ses proches (Justus, Günther, Blasing, etc), de ses notes, lettres, ébauches, la narratrice reconstruit par touches légères la personne disparue : intransigeance, aptitude à l'amertume. "Madame Bovary", ce n'était pas ça (p. 251). Cette vie à moitié gâchée. [...] Elle ne s'accommodait pas de l'état des choses. [...] Elle se voyait dissoute en une poussière d'"actions et de phrases d'une banalité mortelle (p. 253). Que manque-t-il à ce monde pour être parfait (p. 95) ?, Quand, sinon maintenant ?.

## Explications
Christa Ihlenfeld (1929-2011), épouse Wolf depuis 1951, fait ses études secondaires à Gorzów Wielkopolski, alors Landsberg an der Warthe (1257-1945). L'annonce de la mort de son amie de jeunesse Christa Tabbert (1927-1963) intervient à un tournant politique de la RDA et de l'évolution de l'écrivaine Christa Wolf (authenticité subjective).
Le livre finit par être publié. Marcel Reich-Ranicki écrit : Christa T. meurt de leucémie, mais elle est malade de la RDA. Alain Lance : La romancière met indubitablement le doigt sur la douloureuse contradiction, ressentie par toute une génération, entre l'épanouissement individuel et les normes officielles fixées par l'État (préface d'Alain Lance, édition de 2019).
Cette maladie et cette mort sont métaphoriques de la situation de la RDA et du bloc euro-soviétique à l'époque.